# 克德羅維
57°34′N 79°34′E / 57.567°N 79.567°E
克德羅維（俄语：Кедро́вый）是俄羅斯托木斯克州西南部的一個城市，位於州府托木斯克以西480公里。2002年人口3,052人。
1982年建立。1987年設市。